# Ali Hatami

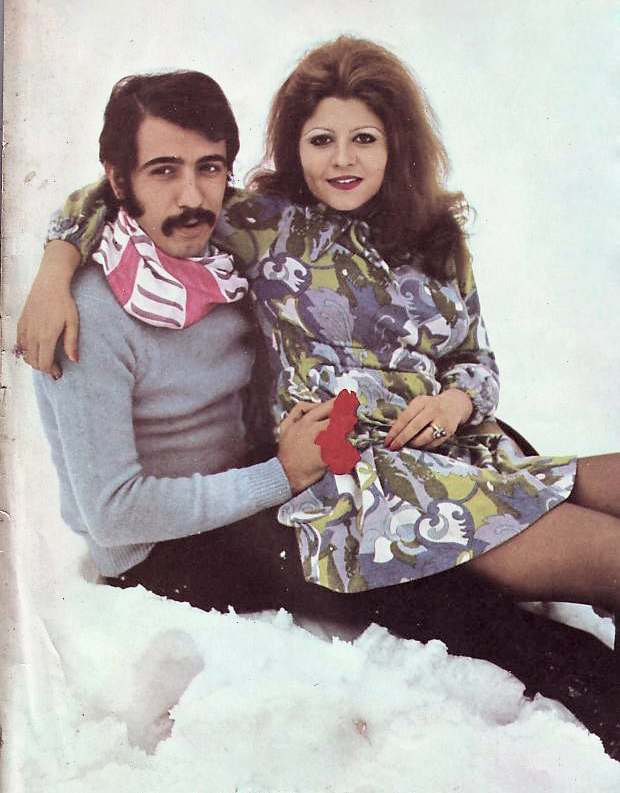
Ali Hatami mit seiner Ehefrau Zari Khoshkam (1972)

Abbās Ali Hātami (* 19. August 1944 in Teheran; † 7. Dezember 1996 ebenda) war ein iranischer Filmemacher.

## Leben
Er studierte an der Teheraner College of Dramatic Art. Zunächst verfasste er Drehbücher für TV- und Kurzfilmproduktionen. Seine Filmkarriere begann 1970 mit dem Film Hasan Katchal (Hasan, der Glatzkopf), für dessen Drehbuch er den ersten Preis des ersten Festivals des Iranischen Films gewann. In der Folgezeit entwickelte er seinen eigenen Stil, der sich durch die Verwendung melodiöser Dialoge und eines traditionell persisch anmutenden Setdesigns auszeichnete.
Er war mit der Schauspielerin Zari Khoshkam verheiratet und hinterließ eine Tochter (Leilā Hātami – ebenfalls eine bekannte Schauspielerin).

## Filmografie (Auswahl)
- 1968: Jangal (Der Wald) (Drehbuch, Schauspieler); Fernsehserie
- 1969: A Friday Night's Love Story (Drehbuch)
- 1969: The City of Sun and Moon (Drehbuch)
- 1970: Hasan Katchal (Hasan, der Glatzkopf) (Drehbuch)
- 1970: Toughi (Die Ringeltaube) (Drehbuch, Set- und Kostümdesign)
- 1971: Bābā Shamāl (Musical)
- 1975: Dāstān-hā-ye Masnavi (The Story of Mowlavi) (Fernsehserie)
- 1976: Hezār Dāstān (Tausend Erzählungen)
- 1978: Sooteh Delān (Desiderium) (Drehbuch, Regie, Set- und Kostümdesign)
- 1982: Hadji Washington (auch Co-Produzent)
- 1984: Kamalolmolk (Drehbuch, Set- und Kostümdesign)
- 1985: Jafar Khan az farang bargashte (Regie), (Drehbuch: Hassan Moghadam)
- 1986: Mādar (Mutter)
- 1991: Delshodegān  (The Love Striken) (Drehbuch, Set-, Kostümdesign, Produzent)